# Schüttnerkogel
Schüttnerkogel är en bergstopp i Österrike.   Den ligger i distriktet Murtal och förbundslandet Steiermark, i den centrala delen av landet, 170 km sydväst om huvudstaden Wien. Toppen på Schüttnerkogel är 1 994 meter över havet.
Terrängen runt Schüttnerkogel är kuperad åt sydväst, men åt nordost är den bergig. Närmaste större samhälle är Trieben, 11,2 km nordost om Schüttnerkogel. 
I omgivningarna runt Schüttnerkogel växer i huvudsak blandskog. Runt Schüttnerkogel är det ganska glesbefolkat, med 42 invånare per kvadratkilometer.